# Vol Pan Am 816
Le 22 juillet 1973, à 22 h 06 heure locale, le Boeing 707 effectuant le vol Pan Am 816, un vol international régulier reliant Auckland, en Nouvelle-Zélande, à San Francisco, aux États-Unis, avec plusieurs escales prévues à Tahiti, en Polynésie française, et à Los Angeles, en Californie, s'écrase en mer, peu de temps après avoir décollé de l'aéroport international de Tahiti-Faaa, à Papeete, tuant 78 des 79 passagers et membres d'équipage présent à bord. Ce crash reste, à ce jour, la pire catastrophe aérienne survenue en Polynésie française.

## Avion et équipage
L'aéronef impliqué, un Boeing 707-321B (immatriculé N417PA), a effectué son vol inaugural le 25 février 1966 et a été livré à la Pan American World Airways (Pan Am) le 21 mai de cette année. Il est propulsé par quatre turboréacteurs, de type Pratt & Whitney JT3D-3B.
Le commandant de bord est Robert M. Evarts (59 ans), qui totalise 25 275 heures de vol, dont 8 384 heures sur Boeing 707. Le copilote, Lyle C. Havens (59 ans), compte 21 575 heures de vol à son actif, dont 9 248 heures sur 707. Le mécanicien navigant, Isaac N. Lambert (34 ans), cumule 9 134 heures de vol, dont 4 760 heures sur 707. Le navigateur, Frederick W. Fischer (32 ans), totalise 3 961 heures de vol, dont 3 945 heures sur 707.

## Déroulement des faits
À 21 h 52, l'équipage a contacté le contrôle aérien pour demander l'autorisation de décoller de la piste 04, au lieu de la piste 08. Deux minutes plus tard, le vol 816 a commencé à rouler sur la piste. L'équipage a alors demandé si le niveau de vol (FL) 230 (23 000 pieds (7 000 m)) pouvait lui être attribué en tant qu'altitude de croisière, plutôt que le FL 330 (33 000 pieds (10 000 m)) prévu. À 22 h 04, le contrôleur a autorisé le vol 816 à décoller, mais l'équipage n'a pas accusé réception de cette transmission radio.
Plusieurs témoins oculaires ont rapporté avoir vu le 707 effectuer un brusque virage à 90° peu après le décollage, accompagné d'un flash lumineux. À 22 h 06, le contrôleur a entendu un bruit fort à la radio, a vu des lumières vives sur l'eau et a contacté les services de secours. 
Des recherches en mer, menées par des navires de guerre et des embarcations privées, ont permis de retrouver 12 corps et un survivant. Le seul survivant de l'accident était un passager, James Campbell, de nationalité canadienne. Il a déclaré aux enquêteurs avoir senti l'avion piquer du nez, s'être mis en position de sécurité et s'être « réveillé » dans l'eau ; il a également signalé un craquement sourd juste avant l'impact. 

## Enquête
L'enquête n'a jamais pu déterminer les raisons du crash, les deux enregistreurs de vol (CVR et FDR) ayant coulé à une profondeur de 2 300 pieds (700 m) et n'ont donc jamais été récupérés au fond de l'océan.
On considère cependant la possibilité qu'un dysfonctionnement des instruments de bord ait pu détourner l'attention de l'équipage, pendant l'exécution du virage à gauche effectué après le décollage. Le virage étant fait vers la mer, de nuit et sans aucune référence visuelle disponible, les pilotes ont pu être victimes de désorientation spatiale, et placer par inadvertance l'avion dans un piqué irrécupérable à basse altitude.